# Un amor (película de 2023)
Un amor es una película de drama romántico española de 2023 dirigida por Isabel Coixet, a partir de un guion de la propia Coixet y de Laura Ferrero. La película es la adaptación cinematográfica de la novela de Sara Mesa Un amor. La película está protagonizada por Laia Costa, Hovik Keuchkerian, Luis Bermejo, Hugo Silva e Ingrid García Jonsson. Fue estrenada en cines el 10 de noviembre de 2023.

## Sinopsis
Tras escapar de su agobiante vida en la ciudad, Nat (Laia Costa) se muda al pequeño pueblo de La Escapa, en lo más profundo de la España rural. En una casa rústica y en ruinas, vive acompañada de un perro salvaje y tosco. Sin un rumbo fijo ni ningún objetivo vital, intenta reconstruir su vida de nuevo allí. Así pues, después de enfrentarse a la hostilidad de su casero y a la desconfianza de los habitantes del pueblo, Nat se descubre a sí misma aceptando una inquietante propuesta sexual de su vecino Andreas (Hovik Keuchkerian).

## Reparto
- Laia Costa como Nat.
- Hovik Keuchkerian como Andreas.
- Hugo Silva como Píter.
- Luis Bermejo como el casero.
- Ingrid García Jonsson como Lara.

## Estreno
Un amor se proyectó por primera vez, en competición, en la  71.ª edición del Festival Internacional de Cine de San Sebastián celebrados en septiembre de 2023; para después hacer su debut en cines el 10 de noviembre de 2023.

## Premios
| Premio                                          | Día de la ceremonia      | Categoría                                            | Destinatarios                                   | Resultado | Ref.   |
| ----------------------------------------------- | ------------------------ | ---------------------------------------------------- | ----------------------------------------------- | --------- | ------ |
| Festival Internacional de Cine de San Sebastián | 30 de septiembre de 2023 | Concha de Oro                                        | Un amor                                         | Nominada  | [ 6 ]  |
| Festival Internacional de Cine de San Sebastián | 30 de septiembre de 2023 | Concha de plata a la mejor interpretación de reparto | Hovik Keuchkerian                               | Ganador   | [ 6 ]  |
| Festival Internacional de Cine de San Sebastián | 30 de septiembre de 2023 | Premio Feroz Zinemaldia                              | Un amor                                         | Ganadora  | [ 7 ]  |
| Premios Forqué                                  | 16 de diciembre de 2023  | Mejor interpretación masculina                       | Hovik Keuchkerian                               | Nominado  | [ 8 ]  |
| Premios Forqué                                  | 16 de diciembre de 2023  | Mejor interpretación femenina                        | Laia Costa                                      | Nominada  | [ 8 ]  |
| Premios Feroz                                   | 26 de enero de 2024      | Mejor película dramática                             | Marisa Fernández Armenteros y Sandra Hermida    | Nominadas | [ 9 ]  |
| Premios Feroz                                   | 26 de enero de 2024      | Mejor dirección                                      | Isabel Coixet                                   | Nominada  | [ 9 ]  |
| Premios Feroz                                   | 26 de enero de 2024      | Mejor guion                                          | Isabel Coixet y Laura Ferrero                   | Nominadas | [ 9 ]  |
| Premios Feroz                                   | 26 de enero de 2024      | Mejor actor protagonista                             | Hovik Keuchkerian                               | Nominado  | [ 9 ]  |
| Premios Feroz                                   | 26 de enero de 2024      | Mejor actriz protagonista                            | Laia Costa                                      | Nominada  | [ 9 ]  |
| Premios Feroz                                   | 26 de enero de 2024      | Mejor actor de reparto                               | Luis Bermejo                                    | Nominado  | [ 9 ]  |
| Premios Feroz                                   | 26 de enero de 2024      | Mejor actor de reparto                               | Hugo Silva                                      | Nominado  | [ 9 ]  |
| Premios Carmen                                  | 3 de febrero de 2024     | Mejor largometraje de producción no andaluza         | Un amor                                         | Nominado  | [ 10 ] |
| Premios Gaudí                                   | 4 de febrero de 2024     | Mejor película en lengua no catalana                 | Un amor                                         | Nominada  | [ 11 ] |
| Premios Gaudí                                   | 4 de febrero de 2024     | Mejor dirección                                      | Isabel Coixet                                   | Nominada  | [ 11 ] |
| Premios Gaudí                                   | 4 de febrero de 2024     | Mejor guion adaptado                                 | Isabel Coixet y Laura Ferrero                   | Ganadoras | [ 11 ] |
| Premios Gaudí                                   | 4 de febrero de 2024     | Mejor protagonista femenina                          | Laia Costa                                      | Nominada  | [ 11 ] |
| Premios Gaudí                                   | 4 de febrero de 2024     | Mejor actor secundario                               | Hugo Silva                                      | Nominado  | [ 11 ] |
| Premios Gaudí                                   | 4 de febrero de 2024     | Mejor fotografía                                     | Bet Rourich                                     | Nominada  | [ 11 ] |
| Premios Gaudí                                   | 4 de febrero de 2024     | Mejor dirección de producción                        | Eva Taboada                                     | Nominada  | [ 11 ] |
| Premios Gaudí                                   | 4 de febrero de 2024     | Mejor sonido                                         | Albert Gay, Enrique G. Bermejo y Carlos Jiménez | Nominados | [ 11 ] |
| Premios Goya                                    | 10 de febrero de 2024    | Mejor película                                       | Un amor                                         | Nominada  | [ 12 ] |
| Premios Goya                                    | 10 de febrero de 2024    | Mejor dirección                                      | Isabel Coixet                                   | Nominada  | [ 12 ] |
| Premios Goya                                    | 10 de febrero de 2024    | Mejor guion adaptado                                 | Isabel Coixet y Laura Ferrero                   | Nominadas | [ 12 ] |
| Premios Goya                                    | 10 de febrero de 2024    | Mejor fotografía                                     | Bet Rourich                                     | Nominada  | [ 12 ] |
| Premios Goya                                    | 10 de febrero de 2024    | Mejor interpretación masculina protagonista          | Hovik Keuchkerian                               | Nominado  | [ 12 ] |
| Premios Goya                                    | 10 de febrero de 2024    | Mejor interpretación femenina protagonista           | Laia Costa                                      | Nominada  | [ 12 ] |
| Premios Goya                                    | 10 de febrero de 2024    | Mejor interpretación masculina de reparto            | Hugo Silva                                      | Nominado  | [ 12 ] |
| Premios de la Unión de Actores y Actrices       | 11 de marzo de 2024      | Mejor actriz protagonista                            | Laia Costa                                      | Nominada  | [ 13 ] |
| Premios de la Unión de Actores y Actrices       | 11 de marzo de 2024      | Mejor actor secundario                               | Hugo Silva                                      | Nominado  | [ 13 ] |
| Premios de la Unión de Actores y Actrices       | 11 de marzo de 2024      | Mejor actor de reparto                               | Luis Bermejo                                    | Nominado  | [ 13 ] |
| Premios de la Unión de Actores y Actrices       | 11 de marzo de 2024      | Mejor actriz de reparto                              | Ingrid García-Jonsson                           | Nominada  | [ 13 ] |
| Premios Platino                                 | 20 de abril de 2024      | Mejor dirección                                      | Isabel Coixet                                   | Nominada  |        |
| Premios Platino                                 | 20 de abril de 2024      | Mejor interpretación femenina                        | Laia Costa                                      | Ganadora  |        |
| Premios Platino                                 | 20 de abril de 2024      | Mejor interpretación masculina de reparto            | Luis Bermejo                                    | Nominado  |        |